# Wouter Denijs
Wouterus Denijs (Amsterdam, 8 december 1902 – 12 februari 1988) was een Nederlands pianist.

## Achtergrond
Hij werd geboren binnen het gezin van (kandidaat-)notaris Wouterus Denijs en Jacoba Mathilda Mattheyer. Hij trouwde met Anneke Woudenberg. Hij overleed in het Dr. Sarphatihuis en werd op Westgaarde gecremeerd.

## Muziek
Vader laat hem voor zijn opvoeding pianolessen volgen, maar eigenlijk moet hij ook het notarisvak in. Hij doorliep de Hogereburgerschool. Zijn muzikale opleiding verkreeg hij aan het Amsterdams Conservatorium van Sara Benedicts (Sara Bosman-Benedicts). Hij zou een jaar les geven aan het conservatorium van Ary Belinfante en Simon van Adelberg, maar gaf ook privéles vanuit zijn woning aan de Zocherstraat. Hij was echter niet weggelegd voor klassieke muziek alleen, maar speelde jazz en kleinkunst. Hij speelde jarenlang in een pianoduo met Han Beuker. Zij waren al in de jaren 1928 tot en met 1940 regelmatig op de radio te horen onder de noemer "Jazz op twee vleugels" etc. en optredens tot in Brussel. Zij begeleidden artiesten als Louis Noiret. In 1932 gingen ze op tournee met Maurice Chevalier en speelden in Parijs, Wenen, Rome, Milaan, Turijn, Praag, Brussel en Antwerpen. In 1933 werd het duo omgevormd tot een ensemble met Lia Egberts en Nella Palmers, genaamd Het Beuker en Denijs-ensemble. In 1934 begeleidden ze Fien de la Mar bij het ten gehore brengen van schlagers uit de De Jantjes. In datzelfde jaar was hij even uit het concertcircuit als gevolg van een auto-ongeluk, waarbij ook liedjesschrijver en conferencier Paul Ostra betrokken was. In 1935 speelde het duo als twee uit twaalf een rhapsodie voor twaalf vleugels met orkest van Max Tak en Heinz Lachmann, bedoeld voor de film Op stap. Vanaf 1937 volgden optredens met het ABC-cabaret. Zij gaan met Eline Pisuisse en Fien de la Mar naar Boedapest. In dat jaar probeerde Denijs het ook als conferencier, met wisselend succes. Zij begeleidden Wim Kan en Corry Vonk in hun revue De zeven joffers. Ze kunnen gedurende de Tweede Wereldoorlog blijven doorspelen, al moet Denijs bijverdienen door het geven van pianoles. Op 12 december 1946 viert het duo Beuker-Denijs hun twintigjarig jubileum met een concert in de kleine zaal van het Concertgebouw, alwaar ze trouwens al eerder speelden. Daarna was het grote succes voorbij; de omroepen lieten het afweten. Zo af en toe kwamen de twee pianisten weer bij elkaar, zoals in 1952 tijdens hun vijfentwintigjarig jubileum en enkele optredens met Wim Sonneveld. In 1957 houdt het echt op. Denijs vond onderdak bij cabaretgezelschap Tingel Tangel met Henk van Ulsen, Sieto Hoving (met hem schreef hij Weesperstraat en Niet voor lange tenen), Marijke Hoving, Marja Balma en de Amerikaan Donald Jones. In maart 1958 overleed Han Beuker.
Denijs speelde regelmatig in Tingel Tangel. Hij begeleidde van Wim Kan tot Jenny Arean tot Sieto Hovink met later medewerkenden als Conny Stuart en Adèle Bloemendaal. Het gezelschap ging in 1964 op tournee naar Amerika met een laatste optreden op Trinidad; dat concert betekende ook het eind van podiumoptredens van Denijs. Het was tevens de laatste avond van Anneke Woudenberg als administratrice van het gezelschap. Hij ging nog wat lesgeven en Artis bezoeken. Het echtpaar woonde dan al jaren aan de Sarphatistraat.
De rouwadvertentie vermeldde: "Als pianist was zijn leven gewijd aan de muziek".
- Gemeinsame Normdatei: 1168170524
- Virtual International Authority File: 3326153895178302410001